# Mestni ljudski odbor
Mestni ali občinski ljudski odbor (kratica MLO) je bil politični organ, ki je v času LR Slovenije zamenjal županstvo. Predsednik MLO, kasneje Mestne skupščine (Ljubljane, kasneuje tudi Maribora) oz. SO (Skupščine občine) je tako opravljal enako vlogo kot župan, čeprav so poleg nje uvedli tudi posebno funkcijo predsednika izvršnega sveta skupščine občine/Mestne skupščine. 
V času političnih sprememb leta 1990 se je naziv organa vrnil nazaj na županstvo.